# Honaïne
Honaïne (în arabă حنين) este o comună din provincia Tlemcen, Algeria.
Populația comunei este de 5.408 locuitori (2008).